# بنی مطر (دهستان)
 بنی مطر  به عربی ( بَنی مَطرَ ) دهستانی است در (مخلاف الکبیر)، در شمال غربی صنعا، از توابع استان استان صَنعاء، در کشور یمن در شبه جزیره عربستان. زمینی حاصلخیز دارد، وداری باغ‌های مرکبات و میوه جات می‌باشد.

## جمعیت
جمعیت این دهستان در حدود ( ۸۲۵۴) نفر و (۱۹ خانوار) می‌باشد. 

## روستاها
روستاهای توابع این دهستان به شرح زیر می‌باشند:
- روستای قَریة زبید
- روستای بَنو مَطر
- روستای عزلة القهراء
- روستای قریة ریمة
- روستای بَنو مَنس
- روستای شهاب الأعلاء
- روستای شهاب الأسفل
- روستای ثُلث
- روستای العروس
- روستای حرة سُهمان
- روستای البرویة
- روستای بّقلان
- روستای بَنوسَوار
- روستای بنو الرعی
- روستای دَایان

## منبع
- المقحفی، ابراهیم، احمد ، (مُعجَم المُدُن وَالقَبائِل الیَمَنِیَة) ، منشورات دار الحکمة، صنعاء، چاپ پنجم، وانتشار سال ۱۹۸۵ میلادی به (عربی).
- الصنعانی، محمد بن یحیی بن عبدالله بن احمد، الیمانی. ، (اَلأنَباءَ عَن دُولةَ بَلقِیسَ وَ سَبأَ) ، منشورات دار الیمنیة للنشر والتوزیع، صنعاء، چاپ وانتشار سال ۱۹۸۴ میلادی به (عربی).